# 小棘拉格鯻
小棘拉格鯻（學名：Lagusia trimaculatus）是拉格鯻屬的唯一一種，為輻鰭魚綱日鱸目鯻科的一屬，傳統上歸類於鱸形目。

## 分布
本魚分布於亞洲印尼蘇拉威西島淡水、半鹹水流域。

## 特徵
本魚體粗壯，呈紡錘型，體色為銀灰色，體側具水平深色條紋和黃色鰭，體長可達11.5公分。

## 習性
棲息在底中層水域，成魚會保護卵並搧動魚鰭提供足夠的氧，生活習性不明。

## 擴展閱讀
維基物種上的相關：小棘拉格鯻